# Frido Frey
Frido Frey (* 26. Oktober 1921 in Deutschland; † 16. Mai 2000) war ein deutscher Basketballspieler. Er wird teilweise als erster deutscher Spieler in der nordamerikanischen Basketballliga NBA angegeben. Allerdings spielte er erst 1947 in BAA, ein Jahr später als Charlie Hoefer.
Der in Deutschland geborene Frey wanderte mit seinen Eltern in die USA nach New York aus. In der Saison 1945/46 absolvierte er in der ABL für die New York Gothams 30 Spiele. Für die Brooklyn Gothams folgten 1946/47 25 Spiele, in der Folgesaison stand er dann für die Paterson Crescents in 33 Spielen auf dem Feld. 1948/49 kamen abermals 36 Einsätze für Brooklyn hinzu. Zwischen diesen Stationen spielte er im Gründungsjahr der NBA für die New York Knicks, wurde dort in 23 Spielen eingesetzt und erzielte im Schnitt 3,8 Punkte.
Nach seiner sportlichen Laufbahn wurde er Manager eines Kaufhauses. Zuletzt lebte er im Suffolk County im US-Bundesstaat New York.